# Parafia Matki Bożej Częstochowskiej w Dołhobyczowie
Parafia Matki Bożej Częstochowskiej w Dołhobyczowie – rzymskokatolicka parafia, położona w dekanacie Łaszczów, diecezji zamojsko-lubaczowskiej, w metropolii przemyskiej.

## Historia
W 1472 pierwszy raz wzmiankowane jest istnienie w Dołhobyczowie cerkwi prawosławnej, natomiast od XVIII w. istniała w Dołhobyczowie parafia greckokatolicka. Posiadała dwa kościoły filialne: w Horoszczycach i w Oszczowie. W czasie kasaty unii została zamieniona na parafię prawosławną, a katolicy obrządku łacińskiego należeli do parafii Oszczów. Ta ostatnia istniała od XV w. i należała do diecezji chełmskiej (dekanat Bełz). Przez kilka wieków, aż do 1948 r., siedziba parafii mieściła się w Oszczowie. Na skutek działań wojennych oszczowski kościół został spalony. Jednak na terenie parafii znajdował się drugi kościół katolicki, w miejscowości Dołhobyczów. Po zakończeniu działań wojennych przy tej świątyni skupiło się życie religijne. Tutaj również zaczęła się organizować struktura nowej parafii. Na skutek tego biskup lubelski Stefan Wyszyński, w 1948 r., mianował nowego proboszcza, ks. Stanisława Mamcarza, dla parafii nazwanej podwójną nazwą Dołhobyczów-Oszczów. Siedzibą parafii stał się Dołhobyczów. Terytorium jej pokrywało się z granicami dawnej parafii Oszczów. Od 1977 r. Oszczów ponownie stał się samodzielną parafią.
Parafia w Dołhobyczowie została uposażona w ziemię po zakończeniu II wojny światowej. Była to ziemia pocerkiewna (dawniej unicka). Jeszcze w okresie międzywojennym ten teren zamieszkiwała spora liczba prawosławnych, obecnie należą oni do wyjątków.

## Kościół parafialny
W latach 1911–1914 został zbudowany kościół (murowany) pw. MB Częstochowskiej według projektu Zenona Kononowicza. Było to wotum wdzięczności dla Stolicy Apostolskiej, które złożyła rodzina Świeżawskich za udzielenie pozwolenia na małżeństwo pomiędzy krewnymi.

## Zasięg parafii
Do parafii należą wierni z miejscowości: 
- Dołhobyczów
- Horoszczyce (część)
- Kadłubiska
- Mołczany
- Podhajczyki
- Witków
- Wólka Poturzyńska

### Proboszczowie
- ks. Stanisław Mamczarz (1948–1961)
- ks. Ignacy Pożerski (1961–1968)
- ks. Alojzy Czarnota (1968–1981)
- ks. Edward Wójcik (1981–2010)
- ks. Krzysztof Soliło (od 2010)